# Ahlstädt
Ahlstädt – miejscowość i gmina w Niemczech, w kraju związkowym Turyngia w powiecie Hildburghausen, wchodzi w skład wspólnoty administracyjnej Feldstein.